# محمد عصام فؤاد
محمد عصام فؤاد من مواليد (23 ديسمبر 1996 -)،هو مخرج سنيمائي مصري.

## النشأة
ولد في صيدا في لبنان سنة 1996 ولد لاب مصري وام لبنانيه نجل المخرج عصام فؤاد جاء الي مصر وهو في الخامسه من عمره ليكمل تعليمه .

## عن حياته
- تخرج من المعهد العالي للسنيما في مصر.
- في العام 2016 أصبح مساعدا مخرج لساره وفيق في مسلسل جراب حواء .
- في العام 2017 أصبح مساعدا مخرج أحمد سمير فرج في مسلسل رأس الغول.
- عمل في العديد من الاعمل كمساعد مخرج .

حصل علي عده جوائز في مهرجانات السنيمائية المختلفة منها جائزة أفضل إخراج لفيلم «لو بطلنا نتكتك نموت» في مهرجان الدنمارك الدولي 2018.
وحصل علي المركز الأول بفيلمه وتم تكريمه من وزاره الثقافة المصرية كأحسن مخرج شاب في 2018.

### تمثيل
- جيل جديد (2012) دور احمد شاب طايش في سن المراهقة.

### تأليف
- لو بطلنا نتكتك نموت تأليف (قصة وسيناريو وحوار).
- ليلي تأليف (قصة وسيناريو وحوار).

### إخراج
- 2016 فيلم مش ذنبي .
- 2017 فيلم لو بطلنا نتكتك نموت.
- 2018 فيلم ليلي.
- 2025 فيلم ناقصها شويه ملح.